# Бартон Фінк
«Бартон Фінк» (англ. Barton Fink) — американська історична чорнокомедійна кінострічка, створена братами Коен в 1991 році.
Брати Коен написали сценарій для даного фільму через три тижні, після того як зазнали труднощів під час написання сценарію до фільму «Перехрестя Міллера». Вони почали знімати цю кінострічку, після того як зйомки фільму «Перехрестя Міллера» були завершені.
Бартон Фінк мав свою прем'єру на Каннському кінофестивалі в травні 1991 року. Фільм виграв премію «Золоту пальмову гілку», а також «Приз за найкращу режисуру» та «Приз найкращому актору». Також він отримав позитивні відгуки та був номінований на три кінопремії «Оскар».
Цей фільм важко класифікувати до певного жанру, тому його відносяться до таких жанрів, як фільм-нуар, фільм жахів та приятельський фільм. Фільм містить різноманітні літературні та релігійні натяки, а також посилання на багатьох людей та події в реальному житті. Деякі особливості наративу фільму, зокрема зображення жінки на пляжі, що повторюються протягом всього фільму, викликали багато коментарів, особливо коли Брати Коен визнали, що деякі символічні елементи були навмисними. Попри на незгоду з деякими деталями твору, Бартон Фінк продовжує позитивно сприйматися, зі сценарієм Чарлі Кауфманом серед його шанувальників.
Прототипом для персонажа на ім'я Вільям Мейх'ю став лауреат Нобелівської премії Вільям Фолкнер, який на початку своєї кар'єри писав сценарій фільму про боротьбу, і ,як його персонаж, мав проблеми з алкоголем.
Це перший фільм, який виграв три головних нагороди («Золоту пальмову гілку»,«Приз за найкращу режисуру»,«Приз найкращому актору») Каннського кінофестивалю. Перший фільм Джоела та Ітана Коена.

## Сюжет
Талановитий і чесний драматург Бартон Фінк (Джон Туртурро) укладає контракт з однією з великих голлівудських кінокомпаній на написання сценарію фільму про реслінг. Переїхавши в Лос-Анджелес, Бартон поселився в дешевому готелі, де безуспішно намагається написати твір на тему, в якій нічого не розуміє.
На самому початку роботи над сценарієм Бартону заваджає звук, який доноситься з сусіднього номера. Він звонить до швейцара (Стів Бушемі) і скаржиться на шум. Після цього він чує телефонну розмови між швейцарем та мешканцем сусіднього номера. Після розмови сусід (Джон Гудмен) заходить в кімнату Бартона і вибачається за спричинені незручності, представляється як Чарльз Мадоус, розповідає про свою роботу страхового комівояжера, дізнається, що Бартон — письменник.
На наступний ранок Бартон приходить до Бена Гейслера (Тоні Шалуб) — продюсера, який теж працював над цим фільмом, і просить поради, як написати сценарій бійцівського фільму. Містер Гейслер пропонує поговорити з більш досвідченим сценаристом. У той же день Бартон випадково знайомиться з Вільямом Мейх'ю — відомим романістом, який пропонує зустрітися пізніше і обговорити його сценарій. Згодом він дізнається, що Мейх'ю вже кілька років страждає від алкоголізму, і відтоді його твори писала Одрі — його секретарка.
Коли у Бартона вимагають сюжет, він просить допомоги у Одрі, оскільки протягом цих днів він написав не більше кількох рядків. Вона приїжджає до нього в номер і залишається на ніч. Рано-вранці він прокидається в ліжку поруч із закривавленим тілом Одрі. Він просить допомоги у Чарлі. Той пропонує не вплутувати поліцію і забирає тіло, щоб заховати.
Після цього Чарлі заходить до Бартона, щоб попрощатися перед поїздкою в Нью-Йорк, і залишає на зберігання коробку, яка була заклеєна. Наступного ранку в холі готелю два поліцейських зупиняють Бартона і розпитують про його сусіда. Виявляється, того звуть не Чарльз Медоус, а Карл Мундт, і він серійний вбивця, любить відрізати своїм жертвам голову. Після цієї зустрічі Бартон, будучи п'яним, пише сценарій і після закінчення роботи йде на танці.
Після повернення він застає в своєму номері поліцейських. Вони повідомляють йому новину про вбивство Вільяма Мейх'ю і звинувачують Бартона в пособництві Мундту, але тут з'являється сам Карл, і одночасно в готелі починається пожежа. Мундт вбиває поліцейських, натякає, що залишена на зберігання коробка належить самому Бартону, і йде. Бартон залишає готель зі сценарієм і коробкою в руках.
У кінокомпанії його сценарій розносять в пух і прах, і Бартон йде з коробкою в руках до моря і сідає на пісок.Перед ним на пісок сідає красива дівчина і приймає позу як на картині, на яку Фінк постійно дивився у себе в номері.

## У ролях
| Актор           | Роль                    |
| --------------- | ----------------------- |
| Джон Туртурро   | Бартон Фінк             |
| Джон Гудман     | Чарлі Мідовс/Карл Мундт |
| Джуді Девіс     | Одрі Тейлор             |
| Майкл Лернер    | Джек Липник             |
| Джон Магоні     | В.П. Мейг'ю             |
| Тоні Шалуб      | Бен Гейслер             |
| Джон Політо     | Лу Брізі                |
| Стів Бушемі     | Чет                     |
| Девід Воррілоу  | Джерланд Стенфорд       |
| Річард Портноу  | детектив Мастріонотті   |
| Крістофер Мерні | детектив Дойч           |
| І.М. Гобсон     | Дерек                   |
| Меґан Фей       | Мак Карнаган            |
| Ленс Девіс      | Річард Сент-Клер        |

## Виробництво

### Передумови написання і саме написання сценарію
У 1989 році кінорежисери Джоел та Етан Коен почали писати скрипт для фільму, який зрештою вийшов у фільмі «Перехрестя Міллера». Багато речей історії стало складним, і через чотири місяці їм стало важко писати сценарій до фільму. «Наша робоча швидкість сповільнилася, і ми хотіли отримати певну відстань від фільму „Перехрестя Міллера“»,- сказав Джоел в інтерв'ю 1991 р. Вони переїхали з Лос-Анджелесу в Нью-Йорк і почали працювати над іншим проектом.
Через три тижні один з братів Коен написав скрипт із головною роллю, спеціально для актора Джона Туртурро, з яким вони працювали над фільмом «Перехрестя Міллера». Новий фільм, Бартон Фінк, було знято у великому, покинутому готелі. Ця будівля, яку вони називали «Hotel Earle», стала рушійною силою історії та настрієм нового проекту.
Написання сценарію для фільму було гладким. Вони також відчували задоволення від загальної історії, яка допомогла їм швидко перейти до композиції. Під час написання, Коенс створив другу головну роль, спеціально для іншого актора Джона Гудмена, з яким вони працював 1987 року у комедії «Підвищення Аризони». Новий персонаж, Чарлі, був найближчим сусідом Бартона в готелі. Ще до написання, Коенс знав, як закінчиться історія, і написав остаточну промову Чарлі на початку процесу написання.
Після частково написання сценарію ля фільму «Бартон Фінк» брати Коен змогли закінчити написання сценарію фільму «Перехрестя Міллера». Після закінчення першого фільму брати Коен почали набирати персонал, щоб зняти фільм «Бартон Фінк». Джон Туртурро з нетерпінням чекав, щоб відігравати провідну роль, і провів місяць з братами Коен в Лос-Анджелесі, щоб узгодити погляди на проект: «Я відчував, що міг би принести щось більше людське до Бартону. Джоел та Етан дозволили мені зробити певний внесок.».
Коли брати Коен розробили детальні розкадровки для фільму, вони почав шукати нового кінооператора, оскільки Баррі Сонненфельд, який знімав свої перші три фільми, був зайнятий власним режисерським дебютом «Сімейка Аддамс». Брати Коен були вражені роботою англійського кінооператора Роджера Деакіна, зокрема, внутрішніх сцен фільму «Бурхливий понеділок» у 1988 році. Після перегляду інших фільмів, з якими він працював (в тому числі «Сід і Ненсі» та «острів Паскаля»), вони відправили кіносценарій Роджеру Деакіну і запросили його приєднатися до проекту. Його агент не рекомендував працювати з братами Коен, але Роджер Деакін зустрівся з ними в кафе в Ноттінг-Хіллі, і незабаром почали працювати разом над фільмом «Бартон Фінк».

### Зйомки
Зйомки почалися в червні 1990 року і зайняли вісім тижнів, а орієнтовний остаточний бюджет для цього фільму становив 9 мільйонів доларів США.Брати Коен добре співпрацювали з Роджером Деакіном, і вони легко відтворили свої ідеї у сценах фільму. Три тижні зйомок були проведені в готелі «Earle», створеному художником Деннісом Гаснером.
Брати Коен самі відредагували фільм. «Ми вважаємо за краще особистий підхід», — пояснив Джоел в 1996 році, — «а не сидіти поруч з кимось і сказати їм, що вирізати». Через правила в кіновиробництвах , брати Коен повинні були використати псевдонім. Тому «Родеріку Джейнсу» було присвоєно редакцію фільму «Бартон Фінк». Лише кілька сцен фільму були вилучені з фінальної частини, включаючи сцену переходу, щоб показати переміщення Бартона з Нью-Йорку в Голлівуд (у фільмі це загадково змальовується хвилею, що розбивається на скелю.).

### Жанр
Брати Коен відомі тим, що робили фільми, які суперечать простій класифікації. Хоча вони посилалися на свій перший фільм «Просто кров»(1984), який є прикладом детективної фантастики, брати Коен написали свій наступний сценарій «Підвищення Аризони»(1987), не намагаючись підігнати його під певний жанр. Вони вирішили написати комедію, але навмисно додавали темні елементи, щоб зробити те, що Етан називає «досить химерним фільмом». Їх третій фільм «Перехрестя Міллера»(1990), змінив цей порядок, змішуючи комедію у фільмі про злочини. Тим не менш, він також підриває одиничні жанрові ідентичності, використовуючи елементи мелодрами, любовних історій та сатири.
Ця тенденція змішування жанрів продовжувалася і була використана у фільмі «Бартон Фінк»(1991).Брати Коен наполягали на тому, що фільм «не належить до жодного жанру». Етан Коен описав це як «приятельський фільм на 90-і роки». Фільм містить елементи комедії, фільму нуар та фідьму жахів, але є й інші категорії фільмів.
Оскільки фільм перетинає жанри, фрагменти досвіду персонажів і протистоїть прямому наративному вирішенню, «Бартон Фінк» часто розглядається як приклад постмодерністського фільму. У своєму аналізі фільмів Коенса Палмер називає фільм «Бартон Фінк» «постмодерністською стилізацію», яка тісно аналізує як минулі епохи представляли себе. Він порівнює це з фільмом «Години» (2002), фільм про Вірджинію Вулф та дві жінки, які читають її роботу. Він стверджує, що обидва фільми, далеко не відкидаючи важливість минулого, доповнюють наше розуміння цього.

## Стиль
«Бартон Фінк» використовує кілька стилістичних звичаїв, щоб підкреслити настрій історії та надати візуальний акцент на окремі теми. Наприклад, відкриття кредитів перевертають шпалери готелю «Earle», оскільки камера рухається вниз. Цей рух неодноразово повторюється у фільмі, особливо за твердженням Бартона, що його робота полягає в тому, щоб писати глибину. Хоча поверх Бартона, мабуть, на шести поверхах вище лобі, інтер'єр ліфта показується лише в той час, коли він спускається. Ці елементи — у поєднанні з багатьма драматичними паузами, сюрреалістичним діалогом та неминучими загрозами насильства — створюють атмосферу напруженості. Брати Коен пояснили, що «протягом всього фільму повинна відчуватися загроза майбутньої загибелі чи катастрофи», і ми точно хотіли, щоб це закінчилося апокаліптичним почуттям ".
З самого початку фільм безперервно рухається між суб'єктивним та об'єктивним світогляди Бартона. Після відкриття кредитних рулонів камера занурюється вниз до Бартона, спостерігаючи за завершенням своєї гри. Незабаром ми бачимо аудиторію з його точки зору. Коли він рухається вперед, він входить у знімок, а глядач повертається до об'єктивної точки зору. Це розмивання суб'єктивних і об'єктивних повернень у фінальній сцені.
Перехідна точка зору збігається з темою фільму. Фільм починається з кінця п'єси, і історія досліджує процес створення. Цей підхід підкреслюється фокусом фотоапарата в першій сцені на Бартоні (який перекручує слова, вимовлені акторами поза екраном), а не на п'єсу, яку він дивиться. У фільмі також використовуються численні технології передбачення. Позначивши імовірний вміст упаковки, яку Чарлі залишає з Бартоном, слово «голова» з'являється 60 разів у оригінальному сценарії.